# Lili Marleen

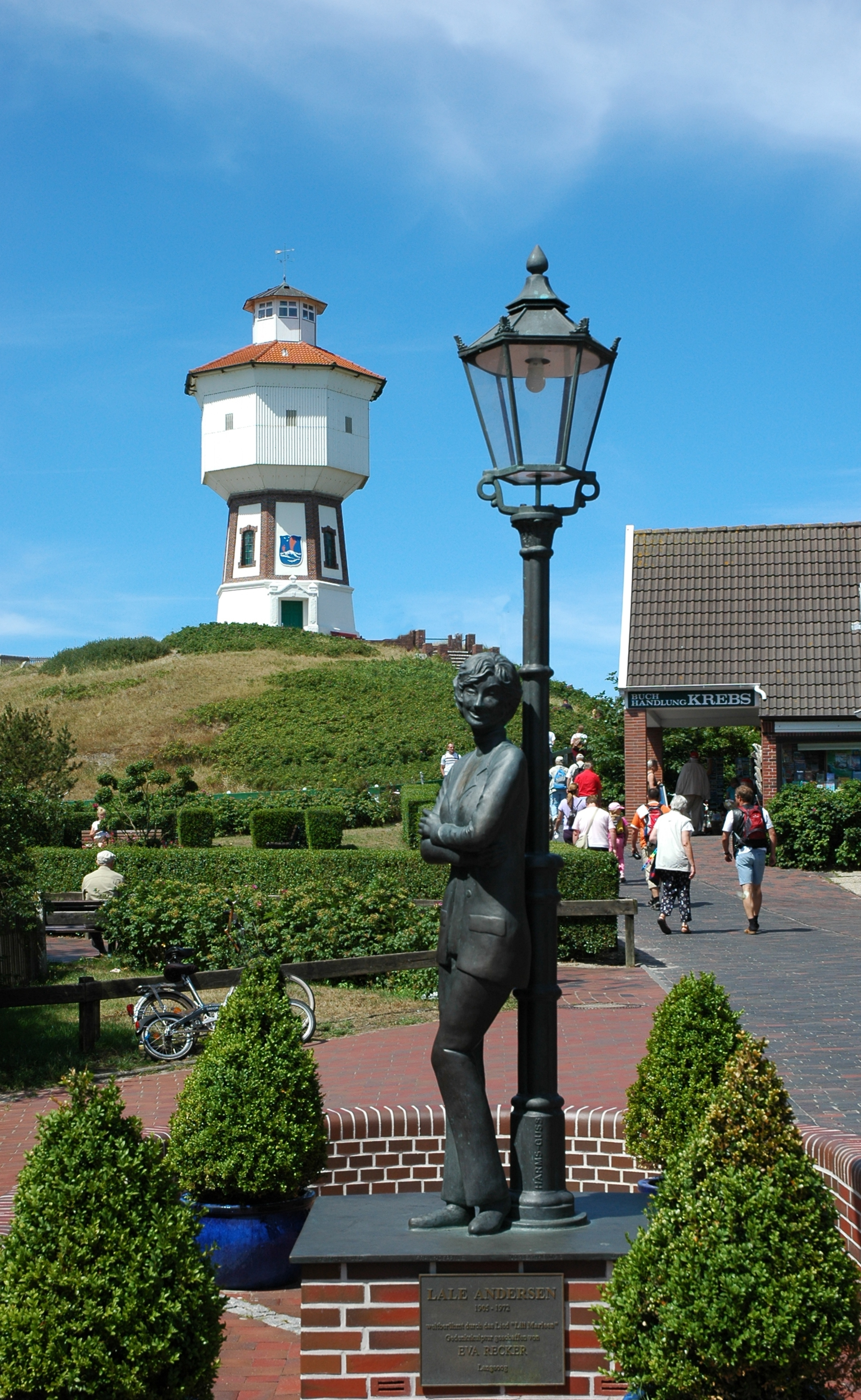
Escultura en memòria de Lili Marleen i de Lale Andersen a Langeoog

Lili Marleen (a vegades també anomenada Lili Marlene, Lily Marlene, etc.) és una cançó d'amor alemanya que es va fer popular a ambdós bàndols durant la Segona Guerra Mundial.
El text va ser escrit el 1915 durant la Primera Guerra Mundial per Hans Leip (1893-1983), un mestre d'escola d'Hamburg, que havia estat reclutat a l'exèrcit imperial alemany. Leip hauria combinat els noms de la seva xicota i una altra amiga. El poema va ser publicat posteriorment com Das Lied eines jungen Soldat auf der Wachter (La cançó d'un jove sentinella) el 1937. La música va ser composta per Norbert Schultze el 1938 i fou titulada originalment Das Mädchen Unter der Laterne (La noia sota el fanal), però finalment es va fer famosa com "Lili Marleen". Va ser enregistrat per Lale Andersen el 1939.
Degut a la fama que va adquirir durant la segona guerra mundial la cançó ha estat traduïda a diversos idiomes i versionada en nombroses ocasions. Una de les versions més populars és la de Marlene Dietrich. Ha estat traduïda al català per Feliu Formosa i cantada per Ester Formosa, així com per Núria Feliu amb una altra traducció i per Marina Rossell.
El cineasta alemany Rainer Werner Fassbinder va fer una pel·lícula amb el mateix nom inspirada en part en aquesta cançó.